# Columnea purpurata
Columnea purpurata är en tvåhjärtbladig växtart som beskrevs av Johannes von Hanstein. Columnea purpurata ingår i släktet Columnea och familjen Gesneriaceae. Inga underarter finns listade i Catalogue of Life.

## Bildgalleri

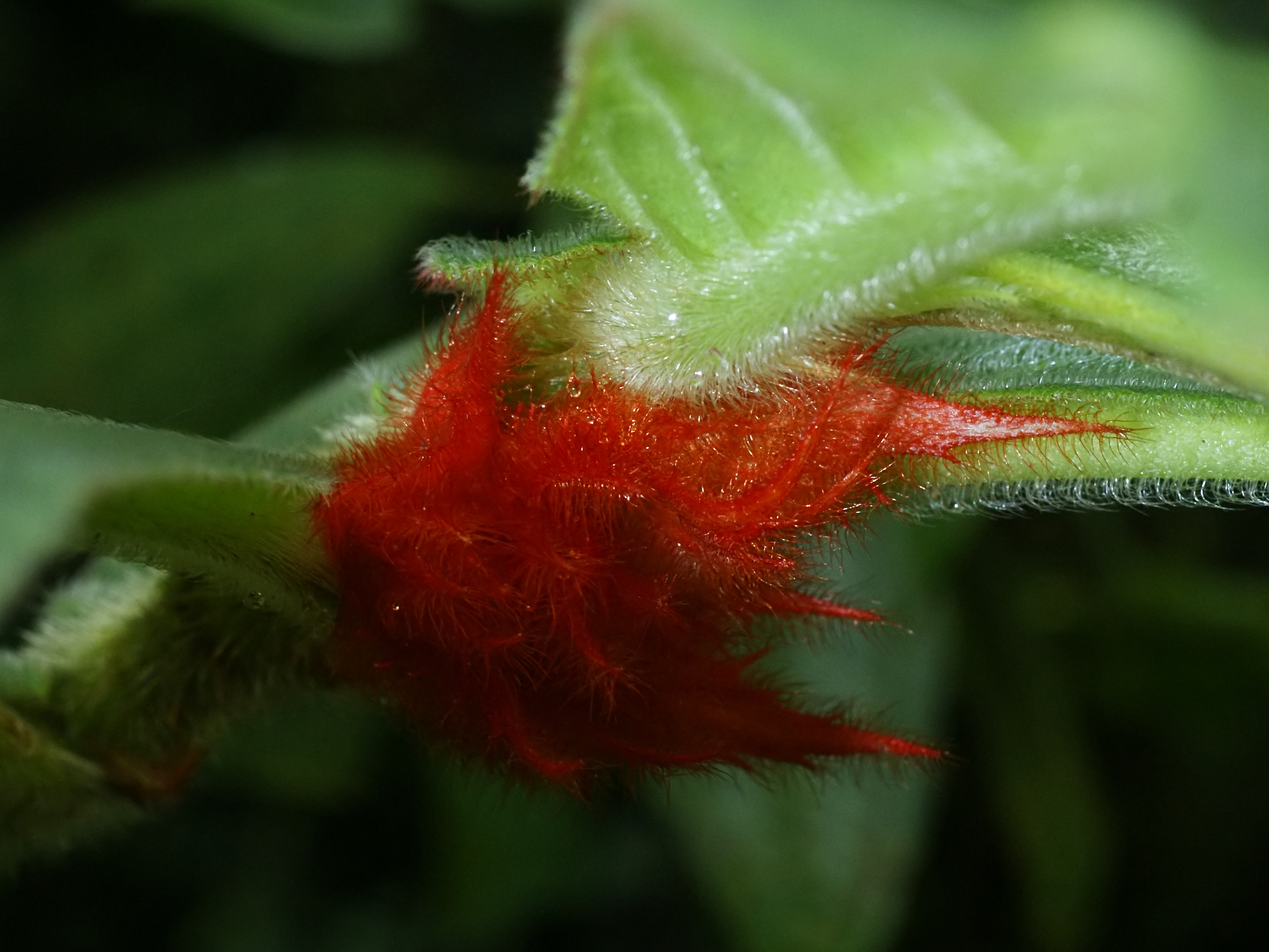